# Les Demains qui chantent
Les Demains qui chantent, anciennement Praxinoscope, est une compagnie de théâtre fondée en 1995.

## Histoire
Fondée en 1995 sous le nom de Compagnie Espiègle, elle change de nom en 2005 pour devenir Compagnie Praxinoscope en hommage à Émile Reynaud, l'inventeur du praxinoscope. Ce nom signe aussi la place prépondérante que prennent les techniques de précinéma, comme par exemple la lanterne magique dans les créations de la compagnie[source secondaire souhaitée] En 2019, la compagnie change de nom et devient « les Demains qui Chantent », en réaction à l'orientation récente de son travail vers l'environnement et notamment le rapport à la nature des tout-petits[source secondaire nécessaire].
Les créations de la compagnie Praxinoscope sont régulièrement chroniquées dans la presse spécialisée (Le Piccolo, Paris Mômes), la presse nationale (Le Figaro, Télérama,,, Le Monde) et à la radio (France Culture,, France Inter, France Musique).
En marge de ses spectacles, la compagnie développe le projet de Mirabilia depuis 2009 autour de l'idée d'une culture "conviviale". Ce lieu d'accueil enfants-parents reprend le modèle des Maisons vertes. La compagnie en fait toutefois un objet nouveau où la dimension culturelle et artistique est au centre du projet. Cette chambre des merveilles contemporaine s'inspire des Mirabilia nées au XVIIe telles que les a décrites Patricia Falguières qui donnèrent naissance aux cabinets de curiosités puis aux musées.
En 2016, la compagnie crée un lieu d'accueil enfants-parents en plein air, le Jardin d'Émerveille,, dans le Parc de la Poudrerie. Cet espace est imaginé en collaboration avec un jardinier-paysagiste, et réalisé à l'initiative du département de la Seine-Saint-Denis.

## Spectacles
- 1996 : Les Quatre Frères de la lune - Spectacle jeune public de pré-cinéma inspiré d'un conte de Jacob et Wilhelm Grimm.
- 1998 : Les Métamorphoses - Spectacle de lanterne magique pour adultes d'après Ovide.
- 1999 : Chanson d'automne - Théâtre d'ombres très jeune public sur des poèmes de Paul Verlaine.
- 2000 : Dans la plaine les baladins - Théâtre d'ombres et lanterne magique tout public sur des poèmes de Guillaume Apollinaire.
- 2000 : Neige d'août - Lecture de poésie, musique contemporaine et lanterne magique.
- 2001 : Les Bateaux de papier - Théâtre et lanterne magique tout public sur des textes de Debendranath Tagore.
- 2002 : Rêve d'un papillon - Spectacle déambulatoire tout public sur des textes de Camille Loivier.
- 2004 : Lettre en l'air - Spectacle cinématographique sur des textes de Valérie Rouzeau.
- 2006 : Au hasard des oiseaux - Installation spectacle jeune public sur des poèmes de Jacques Prévert.
- 2008 : A Fleur d'eau – Ombres, marionnettes et lanterne magique, très jeune public, sur les poèmes de Federico García Lorca.
- 2008 : Récipients d'air – Version tout public de Lettre en l’air, ciné-concert sur les poèmes de Valérie Rouzeau.
- 2010 : Le Dit de l'Arbre - Installation plastique, sonore et dansée, tout public, en collaboration avec la Compagnie Robinson.
- 2011 : Rivages d'outre-monde – Chorégraphie et Art Visuel, en collaboration avec la Compagnie Robinson.
- 2011 : Le Jardin sous la lune – Spectacle sensoriel, très jeune public, sur des poèmes de Marcelle Delpastre.
- 2012 : Concerto luminoso – Concert de musique baroque avec projections de lanterne magique, tout public, en collaboration avec l'Ensemble La Rêveuse.
- 2013 : Concertino luminoso – Version jeune public de Concerto luminoso.
- 2015 : Prune verte et Cheval de bambou - Projections, ombres et marionnettes
- 2017 : Sentiers buissonniers - Installation sensorielle et performative
- 2018 : De l'Air ! - Sculpture-spectacle en plein air, performances plastiques et poétiques à destination des très jeunes enfants
- 2019 : Terre - Installation terreuse et mouillée, performance interactive autour de l'argile
- 2020 : Nuages Nuages - Jeu libre autour d'une installation immersive en osier
- 2020 : Le Déconfinement des Nuages - Version extérieure et plus légère de Nuages Nuages